# Prawo działania mas
Prawo działania mas (ang. mass-action law), zwane także prawem Guldberga i Waagego – wyprowadzone w 1864 r. przez norweskich chemików Guldberga i Waagego wyrażone w terminach współczesnej chemii brzmi:
Szybkość reakcji chemicznej jest proporcjonalna do efektywnego stężenia wszystkich uczestniczących w niej reagentów.
Jest to fundamentalne prawo, stanowiące podstawę współczesnej kinetyki chemicznej i wszelkich obliczeń uwzględniających fakt występowania równowagi reakcji chemicznych.
Prawo to na poziomie molekularnym wynika z faktu, że szybkość reakcji zależy od liczby efektywnych zderzeń reagujących ze sobą indywiduów chemicznych w jednostce czasu. Fundamentem prawa działania mas jest przyjęcie założenia, że prawdopodobieństwo efektywnego zderzenia się reagujących indywiduów chemicznych nie zależy od tego, co działo się z nimi wcześniej, lecz wyłącznie od ich liczby w jednostce objętości i średniej energii kinetycznej ich ruchu.
Efektywne stężenie nie zawsze odpowiada prostemu stężeniu molowemu danej substancji, ze względu na to, że różne czynniki środowiskowe powodują obniżenie ruchliwości reagujących cząsteczek. Stąd czasami, gdy w równaniach równowagi chemicznej stosuje się zwykłe stężenia molowe, można obserwować pozorne odstępstwa od prawa działania mas. Problem ten znika, gdy zamiast stężenia podstawi się do odpowiednich równań odpowiednie aktywności reagentów.

## Wnioski z prawa działania mas
Niektóre wnioski z prawa działania mas są często mylone z nim samym – co szczególnie dotyczy zastosowania tego prawa do równowag chemicznych.
Kilka przykładowych wniosków z prawa działania mas:
- Spadek stężenia każdego z substratów musi skutkować proporcjonalnym spowolnieniem reakcji, nawet jeśli pozostałe substraty występują w nadmiarze do niego.
- Stężenie żadnego z reagentów nie może wynosić zero, gdyż wówczas reakcja po prostu nie zachodzi, nawet jeśli w układzie występują pozostałe reagenty.
- W reakcjach równowagowych – zmiana szybkości reakcji w stronę od substratów do produktów, poprzez użycie metod zmieniających jej mechanizm (np. użycie katalizatora) powoduje automatycznie dokładnie taką samą zmianę szybkości reakcji w drugą stronę – z tego względu w stanie chemicznej równowagi dynamicznej stężenie substratów i produktów jest stałe w danych warunkach termodynamicznych i nie można go zmienić przez dodanie do układu reakcji katalizatora.

## Matematyczny zapis prawa działania mas

### Dla szybkości reakcji chemicznej
Dla prostej reakcji addycji odbywające się w fazie gazowej zgodnie z równaniem:
A + A + B  →  A
2B.
W układzie występują trzy rodzaje cząsteczek – substraty {\displaystyle \mathrm {A} } i {\displaystyle \mathrm {B} } oraz produkt {\displaystyle \mathrm {A_{2}B} .}
Zgodnie z prawem działania mas szybkość tej reakcji powinna odpowiadać prawdopodobieństwu efektywnego zderzenia się dwóch cząsteczek {\displaystyle \mathrm {A} } z jedną {\displaystyle \mathrm {B} .} Prawo działania mas zakłada, że prawdopodobieństwa te są proporcjonalne do stężeń molowych (odpowiednio {\displaystyle [\mathrm {A} ]} i {\displaystyle [\mathrm {B} ]}) tych substratów, co można zapisać jako:
{\displaystyle r=k[\mathrm {A} ][\mathrm {A} ][\mathrm {B} ]}
gdzie {\displaystyle k} to współczynnik szybkości reakcji, a {\displaystyle r} – szybkość zaniku substratów {\displaystyle \mathrm {A} } i {\displaystyle \mathrm {B} .}
Aktywność {\displaystyle [\mathrm {A} ]} – występuje w równaniu dwa razy, a {\displaystyle [\mathrm {B} ]} tylko raz, gdyż do zajścia reakcji konieczne jest zderzenie się dwóch cząsteczek {\displaystyle \mathrm {A} } i jednej {\displaystyle \mathrm {B} .}
Zakładając, że produkt {\displaystyle \mathrm {A} _{2}\mathrm {B} } nie ulega dalszym przemianom, ani nie jest w żaden sposób wydzielany z układu reakcji, można zgodnie z prawem działania mas zapisać pełne równanie różniczkowe szybkości tej reakcji:
{\displaystyle {\frac {\mathrm {d} [\mathrm {A} _{2}\mathrm {B} ]}{\mathrm {d} t}}=k[\mathrm {A} ]^{2}[\mathrm {B} ].}

### Dla równowagi chemicznej
Analogicznie do poprzedniego przykładu, dla reakcji równowagowej zachodzącej naraz w obu kierunkach w sposób zapisany równaniem:
A + A + B  ⇄ C + D
i przy założeniu, że przebiega ona w zamkniętym układzie oraz jest jednoetapowa, równanie na jej szybkość zgodnie z prawem działania mas wygląda następująco:
{\displaystyle {\frac {\mathrm {d} [\mathrm {C} ]}{\mathrm {d} t}}=k_{\mathrm {AB} }[\mathrm {A} ]^{2}[\mathrm {B} ]-k_{\mathrm {CD} }[\mathrm {C} ][\mathrm {D} ],}
gdzie {\displaystyle k_{\mathrm {AB} }} i {\displaystyle k_{\mathrm {CD} }} są odpowiednio współczynnikami szybkości reakcji w prawą i lewą stronę, reakcja równowagowa jest bowiem w istocie efektem przebiegu dwóch reakcji – z których każda przebiega w odwrotnym kierunku.
Pierwszy człon tego równania:
{\displaystyle k_{\mathrm {AB} }[\mathrm {A} ]^{2}[\mathrm {B} ]}
wynika z przebiegu reakcji ze strony lewej do prawej:
A + A + B  →  C + D,
który powoduje wzrost efektywnego stężenia produktów {\displaystyle \mathrm {C} } i {\displaystyle \mathrm {D} ,}
zaś drugi człon:
{\displaystyle -k_{\mathrm {CD} }[\mathrm {C} ][\mathrm {D} ]}
wynika z przebiegu reakcji w stronę odwrotną, z prawej do lewej:
C + D  →  A + A + B
i jest zapisany ze znakiem „–”, gdyż reakcja ta prowadzi do spadku efektywnego stężenia produktów {\displaystyle \mathrm {C} } i {\displaystyle \mathrm {D} .}
Jeśli układ pozostaje w równowadze chemicznej, to szybkość reakcji z prawej na lewą i z lewej na prawą musi być jednakowa, co zapisuje się następująco:
{\displaystyle k_{\mathrm {AB} }[\mathrm {A} ]^{2}[\mathrm {B} ]=k_{\mathrm {CD} }[\mathrm {C} ][\mathrm {D} ].}
Podzielenie powyższego równania stronami prowadzi do ogólnego wzoru na stałą równowagi chemicznej {\displaystyle (K_{\mathrm {eq} })} dla tego układu:
{\displaystyle K_{\mathrm {eq} }={\frac {[\mathrm {C} ][\mathrm {D} ]}{[\mathrm {A} ]^{2}[\mathrm {B} ]}}={\frac {k_{\mathrm {AB} }}{k_{\mathrm {CD} }}}.}
Znając wartość stałej równowagi chemicznej {\displaystyle K_{\mathrm {eq} }} dla danej reakcji można łatwo obliczyć równowagowe stężenie wszystkich reagentów, a także przewidzieć jakie nastąpią zmiany stężenia reagentów np. {\displaystyle \mathrm {A} } i {\displaystyle \mathrm {B} } po dodaniu do układu określonej ilości {\displaystyle \mathrm {C} } i {\displaystyle \mathrm {D} .}
„Stała równowagi” {\displaystyle K_{\mathrm {eq} }} – jest stała tylko o tyle, o ile stała pozostaje proporcja współczynników szybkości reakcji {\displaystyle k_{\mathrm {AB} }} i {\displaystyle k_{\mathrm {CD} }.} Jeśli jakiś czynnik (np. zmiana temperatury) spowoduje np. wzrost {\displaystyle k_{\mathrm {AB} }} przy jednoczesnym spadku {\displaystyle k_{\mathrm {CD} },} to wówczas „stała równowagi” {\displaystyle K_{\mathrm {eq} }} również ulegnie zmianie.
Równanie na stałą równowagi chemicznej jest często błędnie nazywane prawem działania mas. W rzeczywistości jednak równanie to jest tylko jednym z wielu możliwych wniosków wynikających z tego prawa zastosowanym do określonej reakcji równowagowej.